# ویریدور
ویریدور (انگلیسی: Viridor) شرکت مدیریت پسماند بریتانیایی است، که در سال ۱۹۵۶ تأسیس شد.